# Дойренци
Дойренци (болг. Дойренци) — село в Болгарии. Находится в Ловечской области, входит в общину Ловеч. Население составляет 1 187 человек.

## Политическая ситуация
В местном кметстве Дойренци, в состав которого входит Дойренци, должность кмета (старосты) исполняет Мариана Дичева Хитова (Болгарская социалистическая партия (БСП)) по результатам выборов.
Кмет (мэр) общины Ловеч — Минчо Стойков Казанджиев (Болгарская социалистическая партия (БСП)) по результатам выборов.